# Dodecadodecaedro troncato
In geometria, il dodecadodecaedro troncato è un poliedro stellato uniforme avente 54 facce - 20 quadrate, 12 decagonali e 12 a forma di decagramma - 180 spigoli e 120 vertici.

## Coordinate cartesiane
Le coordinate cartesiane per i vertici del dodecadodecaedro troncato sono date da tutte le permutazioni di:
{\displaystyle \left(\,\pm 1,\,\pm 1,\,\pm 3\,\right)}
{\displaystyle \left(\,\pm 1,\,\pm {\sqrt {5}},\,\pm {\sqrt {5}}\,\right)}
e dalle permutazioni pari di:
{\displaystyle \left(\,\pm (2-\varphi ),\,\pm (\varphi -1),\,\pm 2\varphi \,\right)}
{\displaystyle \left(\,\pm (\varphi +1),\,\pm \varphi ,\,\pm 2(\varphi -1)\,\right)}
{\displaystyle \left(\,\pm (\varphi +1),\,\pm (2-\varphi ),\,\pm 2\,\right)}
dove {\displaystyle \varphi ={\tfrac {1+{\sqrt {5}}}{2}}} è la sezione aurea.

## Inviluppo convesso
L'inviluppo convesso del dodecadodecaedro troncato, spesso indicato con il simbolo U59, è un icosidodecaedro troncato non uniforme.
| Icosidodecaedro troncato | Inviluppo convesso | Dodecadodecaedro troncato |

## Poliedri correlati

### Disdiacistricontaedro medio
Il disdiacistricontaedro medio è un poliedro stellato isoedro, nonché il duale del dodecadodecaedro troncato, avente per facce 120 triangoli scaleni.
Dato un dodecadodecaedro troncato di spigolo pari a 1, immaginando il disdiacistricontaedro medio come composto da 120 facce intersecanti a forma di triangolo scaleno, come riportato nella figura sottostante, di cui solo una parte visibile all'esterno del solido, le facce risultanti hanno angoli di ampiezza pari a {\displaystyle \arccos(-{\frac {1}{10}})\approx 95,739\,170\,477\,27^{\circ }}, {\displaystyle \arccos({\frac {3}{8}}+{\frac {11}{40}}{\sqrt {5}})\approx 8,142\,571\,179\,89^{\circ }} e {\displaystyle \arccos(-{\frac {3}{8}}+{\frac {11}{40}}{\sqrt {5}})\approx 76,118\,258\,342\,85^{\circ }}.